# Zoila Gálvez
Josefina Zoila Gálvez Pérez, artísticamente conocida como Zoila Gálvez (Guanajay, 19 de marzo de 1899-La Habana, 26 de noviembre de 1985) fue una pedagoga musical y soprano, la primera cantante lírica negra cubana con éxito.

## Biografía
Se inició en el aprendizaje de la música de niña, con maestros italianos en Cuba. Continuó sus estudios formales en el Conservatorio Hubert de Blanck de La Habana. Al finalizar marchó a Italia donde pasó cuatro años realizando estudios de canto y en la Academia de Santa Cecilia de Roma y también en Barcelona. Contó, entre otros maestros en canto, con Giacomo Marino y el tenor español, Francisco Viñas. También fue en Italia —Milán— donde realizó su primera interpretación pública. A partir de los años 1920 comenzó su carrera artística: debutó en Cuba en 1922 con la Orquesta Sinfónica de La Habana, en Roma con Rigoleto de Verdi en 1924 y en París en la Sala Pleyel en 1925. En esos años inició giras por México, Europa y, finalmente, de la mano de Gonzalo Roig, realizó distintas actuaciones en Estados Unidos integrada en la compañía de Aubrey Lyles y Flournoy Miller (1927-1928). Sin embargo, en aquel primer momento, los prejuicios sobre el color de su piel impidieron su reconocimiento. Hubo de esperar a los años 1950 para que en The Town Hall de Nueva York obtuviera su primer éxito, seguido años más tarde con otro en el Carnegie Hall con el maestro Borislav Bazala al piano, lo que le abrió definitivamente las puertas en Estados Unidos. En su país fue reconocida tanto en los teatros, como en la radio y televisión. En su repertorio destacaron las óperas de Verdi, interpretó la Lucia di Lammermoor de Donizeeti, Lakme de Léo Delibes o La sonámbula de Vincenzo Bellini.
Como profesora, lo fue de canto en el Conservatorio Amadeo Roldán de La Habana, en el Teatro Nacional de Guiñol y en otras compañías de representación dramática como el Grupo Holguín o el Grupo de Teatro Musical de La Habana.